# Tecka
Tecka is een plaats in het Argentijnse bestuurlijke gebied Languiñeo in de provincie Chubut. De plaats telt 955 inwoners.